# 埃克斯萊恩 (伊利諾伊州)
埃克斯萊恩（英語：Exline）是位於美國伊利諾伊州坎卡基縣的一個非建制地區。該地的面積和人口皆未知。

## 地理
埃克斯萊恩的座標為41°09′00″N 87°46′06″W / 41.15000°N 87.76833°W，而該地的平均海拔高度為193米（即633英尺）。